# Ключики (Камышловский район)
Ключики — посёлок в Камышловском районе Свердловской области России, входит в состав «Восточного сельского поселения».

## Географическое положение
Посёлок Ключики муниципального образования «Камышловский муниципальный район» расположен в 21 километрах (по автотрассе в 30 километрах) к северо-востоку от города Камышлов, в истоках реки Казанка (правый приток реки Юрмач, бассейна реки Пышма).

## История посёлка
В настоящий момент посёлок входит в состав муниципального образования «Восточное сельское поселение».

## Население
| 2002 | 2010 | 2021 |
| ---- | ---- | ---- |
| 66   | ↘43  | ↘7   |